# Wińsko (gemeente)
De gemeente Wińsko is een landgemeente in het Poolse woiwodschap Neder-Silezië, in powiat Wołowski.
De zetel van de gemeente is in Wińsko.
Op 30 juni 2004 telde de gemeente 8700 inwoners.

## Oppervlakte gegevens
In 2002 bedroeg de totale oppervlakte van gemeente Wińsko 249,54 km², waarvan:
- agrarisch gebied: 65%
- bossen: 25%

De gemeente beslaat 36,97% van de totale oppervlakte van de powiat.

## Demografie
Stand op 30 juni 2004:
| Omschrijving                   | Totaal | Totaal | Vrouwen | Vrouwen | Mannen | Mannen |
| ------------------------------ | ------ | ------ | ------- | ------- | ------ | ------ |
| eenheid                        | aantal | %      | aantal  | %       | aantal | %      |
| inwoners                       | 8700   | 100    | 4394    | 50,5    | 4306   | 49,5   |
| bevolkingsdichtheid (inw./km²) | 34,9   | 34,9   | 17,6    | 17,6    | 17,3   | 17,3   |

In 2002 bedroeg het gemiddelde inkomen per inwoner 1397,17 zł.

## Administratieve plaatsen (sołectwo)
Aleksandrowice, Baszyn, Białawy Małe, Białawy Wielkie, Boraszyce Małe, Boraszyce Wielkie, Brzózka, Budków, Buszkowice Małe, Chwałkowice, Dąbie, Domanice, Głębowice, Gryżyce, Grzeszyn, Iwno, Kleszczowice, Konary, Kozowo, Krzelów, Łazy, Małowice, Moczydlnica Klasztorna, Morzyna, Orzeszków, Piskorzyna, Przyborów, Rajczyn, Rogów Wołowski, Rudawa, Słup, Smogorzów Wielki, Smogorzówek, Staszowice, Stryjno, Turzany, Węgrzce, Wińsko, Wrzeszów, Wyszęcice.

## Overige plaatsen
Białków, Czaplice, Gołaszów, Jakubikowice, Młoty, Mysłoszów, Naroków, Rogówek, Trzcinica Wołowska, Węglewo.

## Aangrenzende gemeenten
Jemielno, Prusice, Rudna, Ścinawa, Wąsosz, Wołów, Żmigród